# Juglans australis
El nogal austral o criollo (Juglans australis), es un árbol perteneciente a la familia de las Juglandáceas.

## Descripción
Es un árbol caducifolio que llega hasta 25 m de altura formando una copa ancha y abierta.
El tronco es recto y con corteza marrón surcada. Las hojas verde amarillentas se disponen de forma alterna (pueden llegar a medir 3 dm de longitud) y están formadas hasta por 15 foliolos, cada uno de ellos de forma oval-lanceolada con bordes finamente aserrados.

## Hábitat y distribución
El también llamado "nogal tucumano de Argentina" es una especie autóctona de los bosques del área noroccidental y húmeda de las Provincias de Catamarca, Tucumán, Salta y Jujuy (Argentina); árbol de magnitud, que integra el "Piso Montano Húmedo".

## Usos y cultivo
De rápido crecimiento, rústico, se cultiva en toda Argentina integrando cortinas y bosquecillos. Es árbol maderero de 1.ª calidad, el rollizo llega hasta 6 m con un diámetro de 5 dm, semidura, semipesada, contracciones medianas, medianamente penetrable.
El nogal criollo se cultiva como ornamental e industrialmente por la alta calidad de su madera: densa, dura y fuerte, empleándose en ebanistería. Es más resistente a las heladas que su pariente el nogal común Juglans regia; donde prolifera es en las regiones templadas y de suelos fértiles con altos niveles de pluviosidad.

Aunque las nueces son también comestibles, son algo pequeñas: drupa madura para consumo fresco, inmadura para picle.
En todo el NOA hay perspectivas de forestaciones de madera preciosa, nativas (cedro de orán, nogal criollo y roble del país) y exóticas (cedro australiano y teca). 
Esta especie de nogal produce una sustancia tóxica o alelopática para otras plantas, llamada juglona que interfiere su desarrollo normal, causando el amarilleamiento y marchitamiento del follaje (como el tomate). Esto ha creado la creencia de que nada puede crecer bajo él. Sin embargo, hay muchas variedades de plantas que sí prosperan. 

El extracto concentrado de su cáscara se usa como desparasitante en medicina biológica.

## Taxonomía
Juglans australis fue descrita por August Heinrich Rudolf Grisebach y publicado en Abhandlungen der Königlichen Gesellschaft der Wissenschaften zu Göttingen 24: 97. 1879.
Etimología
Juglans; nombre genérico que procede del término latíno Juglans que deriva de Jovis glans, "bellotas de Júpiter".
australis: epíteto latíno que significa "austral, del sur".
Sinonimia
- Juglans brasiliensis Dode[4]